# Lucio Munacio Planco

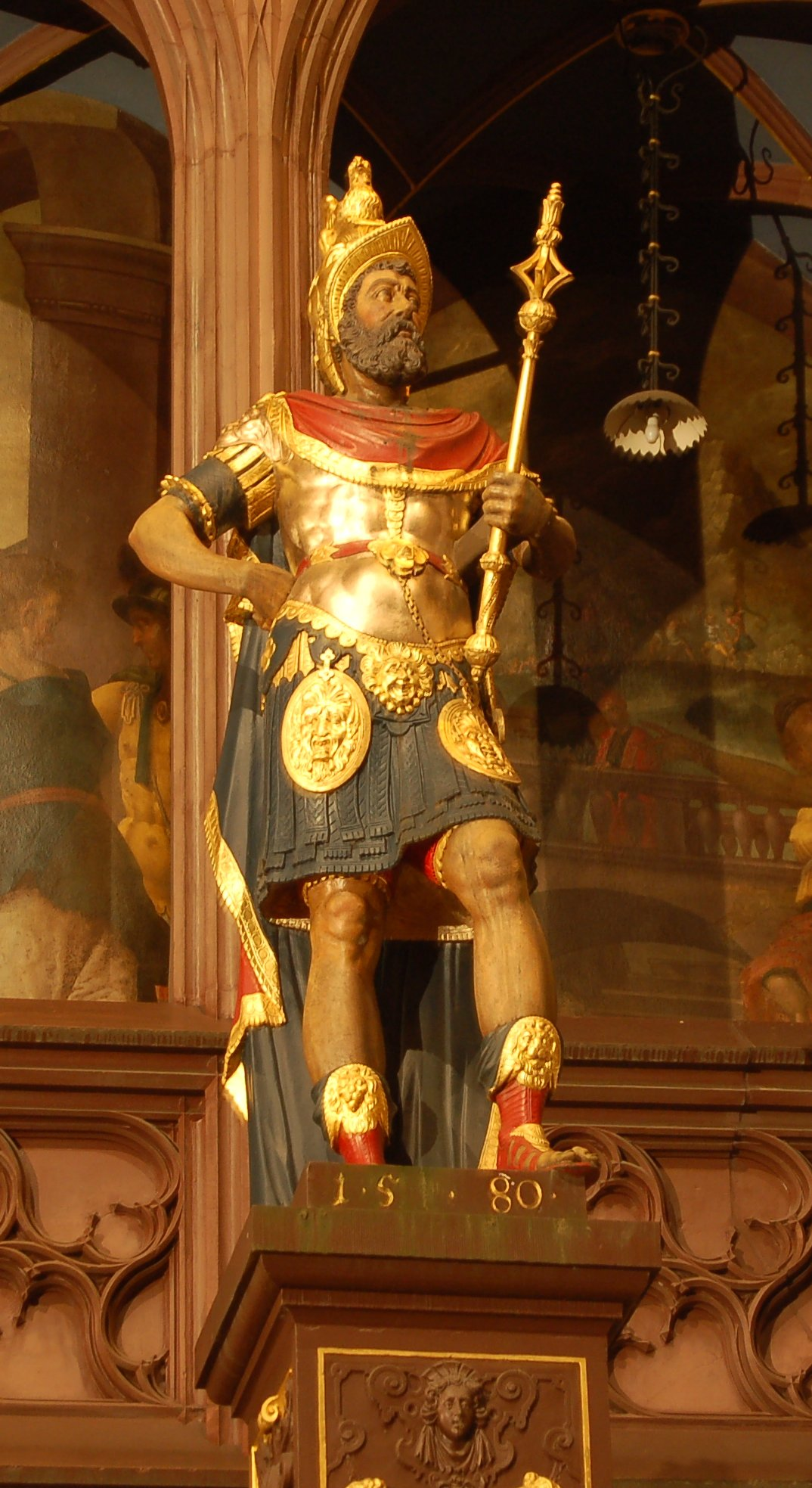
Estatua de Planco (Patio del Ayuntamiento de Basilea, Suiza)

Lucio Munacio Planco (en latín: Lucius Munatius L. f. L. n. Plancus; c. 87 a. C.-c. 15 a. C.) fue un político y militar de la República romana. Elegido cónsul en 42 a. C. junto a Marco Emilio Lépido y censor en 22 a. C. junto a Paulo Emilio Lépido. Constituye el clásico personaje capaz de sobrevivir en una época turbulenta cambiando hábilmente de bando.

## Primeros años
Aunque los inicios de su carrera pública son un tanto confusos, se conoce un poco acerca de él. Amigo de Julio César, sirvió bajo sus órdenes en calidad de legatus de César durante la guerra de las Galias en el invierno de 54 a. C. y 53 a. C., y durante el conflicto civil que le enfrentó contra Cneo Pompeyo Magno, donde comandó las fuerzas de César, junto con Cayo Fabio, en Ilerda (Lérida), Hispania, en el 49 a. C. Acompañó a César en su campaña africana en 46 a. C. cuando intentó, sin éxito, obtener la rendición del comandante pompeyano Cayo Considio Longo en Hadrumetum.
Al final de 46 a. C. fue uno de los prefectos que tuvieron el gobierno de Roma en el año 45 a. C. durante la ausencia de César en Hispania. Fue nombrado por César gobernador de la Galia Transalpina para el año 44 a. C. (excluidas la Galia Narbonense y la Galia Belga) y designado para ejercer el consulado durante  42 a. C. con Décimo Junio Bruto Albino como colega.
Cuando César fue asesinado el 15 de marzo de 44 a. C., Planco se declaró a favor de la amnistía y se apresuró a tomar su cargo de gobernador de la Galia Comata. Durante su mandato fundó varias ciudades, como Lugdunum, actual Lyon, y Augusta Raurica, hoy Augst, Suiza.

## Partidario de Marco Antonio
Mientras estaba en Galia, Cicerón le pidió apoyar al partido senatorial e ir en ayuda de Décimo Junio Bruto que estaba siendo asediado por Marco Antonio en Mutina. Planco, tras algunas vacilaciones, decidió finalmente en abril de 43 a. C. comenzar a marchar hacia el sur, pero no había aún cruzado los Alpes cuando se enteró de la derrota de Antonio y la liberación de Mutina por los ejércitos de Octaviano y de los cónsules Aulo Hircio y Cayo Vibio Pansa. Entonces se detuvo en el territorio de los alóbroges, donde se le unió Décimo Bruto con su ejército, y se prepararon para hacer la guerra a Marco Antonio. Pero la situación volvió a cambiar cuando Marco Emilio Lépido se declaró a favor de Marco Antonio, y las fuerzas de ambos, con el refuerzo de Ventidio, superaban en mucho a las de Planco, así que, por consejo de Asinio Polión de seguir su ejemplo, se manifestó a favor de Marco Antonio y Lépido y abandonó a Décimo Bruto a su suerte (Bruto murió poco después asesinado al tratar de cruzar los Alpes).
En otoño de 43 a. C. se formó el triunvirato; Planco tuvo que aceptar la proscripción de su propio hermano Lucio Plaucio Planco. Al final de año volvió a Roma y el 29 de diciembre celebró un triunfo por alguna victoria obtenida en la Galia o más probablemente en Retia sobre alguna tribu alpina, donde había asumido el título de imperator incluso antes de la batalla de Mutina, como lo señala Cicerón.

## Cónsul
Tal como estaba previsto, fue nombrado cónsul en 42 a. C., pero con Marco Emilio Lépido como colega. La Guerra Perusina al año siguiente, 41 a. C., puso a Planco en graves dificultades. Tenía el mando de las tropas de Antonio en Italia y cuando Lucio Antonio y Fulvia (la esposa del triunviro) declararon la guerra a Octaviano, esperaban naturalmente su ayuda, pero como Planco no sabía la opinión de Antonio, procuró mantenerse alejado del conflicto. A la caída de Perusa en 40 a. C., Planco huyó de Italia con Fulvia hacia Atenas, dejando a su ejército abandonado a su suerte.
Regresó a Italia con Marco Antonio, y después lo acompañó a Oriente. En 40 a. C. Marco Antonio le nombró gobernador de la provincia de Asia, la cual abandonó cuando se produjo la invasión de los partos dirigidos por el general romano desertor Quinto Labieno, y se refugió en las islas. Posteriormente, obtuvo el consulado por segunda vez pero Plinio no menciona el año; pudo haber sido uno de los cónsules suffectus del año 36 a. C..

## Partidario de Octaviano
En 35 a. C. fue gobernador de Siria, cargo que ejerció nominalmente unos cuatro años; en 34 a. C. emitió una moneda donde se constata una victoria sobre los armenios. Fue considerado por muchos haber sido la causa del asesinato de Sexto Pompeyo. A su regreso a Alejandría en 32 a. C., fue recibido fríamente por Antonio, en razón de la forma descarada en la que había saqueado la provincia. Sin embargo, previendo la caída de Antonio, resolvió salir en secreto para Roma en 32 a. C., llevando consigo a su sobrino, Marco Titio. Planco entonces dio informaciones reservadas a Octaviano y se pasó al servicio de este.
Vivió tranquilamente de la fortuna que había hecho en Siria y, según Suetonio, fue uno de los que sugirió a Octaviano que adoptara el título de «Augusto». en el año 27 a. C.

## Censura
En 22 a. C., Augusto les nombró censores a él y a Paulo Emilio Lépido, y Planco construyó un templo dedicado a Saturno, para complacer al emperador que quería que los romanos ricos adornaran la ciudad con edificios públicos. Su censura es famosa, no por ningún hecho destacable durante el transcurso de la misma, sino porque fue la última vez que se nombraron hombres para este puesto.

«La censura de Planco y Paulo estuvo marcada por la discordia mutua, constituía poco crédito para ellos y poca ventaja para el Estado. La mediocridad en el ejercicio del cargo estaba causada en uno por falta de fuerza y en otro por falta de carácter».

Cuando era censor, el abuelo del emperador Nerón, Lucio Domicio Enobarbo, un hombre arrogante, extravagante y cruel que por entonces era edil, le forzó a dejarle paso mientras caminaba por la calle. Esto pone de manifiesto la mísera situación en que se encontraba Planco tras el ejercicio de su censura. El año de su muerte es incierto.

## Tumba

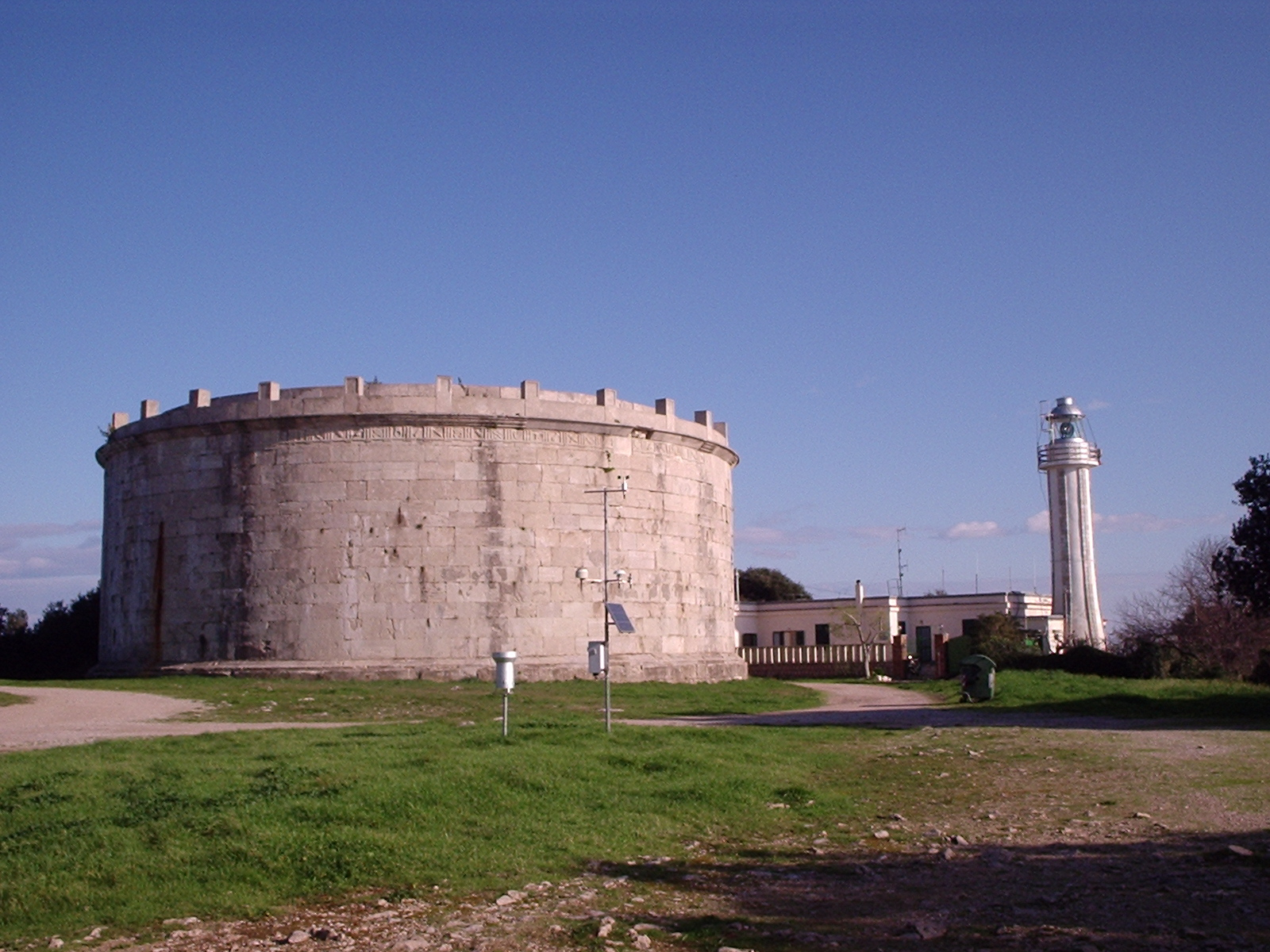
Mausoleo de Planco en Gaeta.

Su tumba es una de las pocas de figuras romanas relevantes que ha sobrevivido hasta nuestros días y que es identificable, aunque su cuerpo haya desaparecido. Su mausoleo - una tumba de forma cilíndrica consagrada a la Virgen María a finales del siglo XIX - está en Gaeta (Italia), sobre una colina al lado del mar llamada Monte Orlando.

## Familia y descendencia
Tenía tres hermanos y una hermana y dejó un hijo y una hija. Su hermana, Munacia, se casó con su sobrino Marco Ticio. Su nieta Munacia Plancina esposó a Lucio Calpurnio Pisón Cesonino.